# Адміністративний устрій Слов'яносербського району
Адміністративний устрій Слов'яносербського району — адміністративно-територіальний устрій Слов'яносербського району Луганської області на 1 міську раду, 5 селищних рад та 9 сільських рад, які об'єднують 55 населених пунктів і підпорядковані Слов'яносербській районній раді. Адміністративний центр — смт Слов'яносербськ.

## Список радСлов'яносербського району
| №  | Назва                         | Центр               | Населені пункти                                                                         | Площа км² | Місце за площею | Населення (2001), осіб. | Місце за населенням |
| -- | ----------------------------- | ------------------- | --------------------------------------------------------------------------------------- | --------- | --------------- | ----------------------- | ------------------- |
| 1  | Зимогір'ївська міська рада    | м. Зимогір'я        | м. Зимогір'я                                                                            |           |                 |                         |                     |
| 2  | Лозівська селищна рада        | смт Лозівський      | смт Лозівський с-ще Криворіжжя                                                          |           |                 |                         |                     |
| 3  | Лотиківська селищна рада      | смт Лотикове        | смт Лотикове                                                                            |           |                 |                         |                     |
| 4  | Родаківська селищна рада      | смт Родакове        | смт Родакове с. Говоруха с. Замостя с. Красний Луч с. Новодачне с. Суходіл              |           |                 |                         |                     |
| 5  | Слов'яносербська селищна рада | смт Слов'яносербськ | смт Слов'яносербськ с. Довге с. Знам'янка с. Красний Лиман с. Пришиб                    |           |                 |                         |                     |
| 6  | Фрунзенська селищна рада      | смт Фрунзе          | смт Фрунзе с. Дачне                                                                     |           |                 |                         |                     |
| 7  | Веселогірська сільська рада   | с. Весела Гора      | с. Весела Гора с. Обозне с. Паньківка с. Привітне с. Світле с. Христове с. Цвітні Піски |           |                 |                         |                     |
| 8  | Весняненська сільська рада    | с. Весняне          | с. Весняне с. Бердянка с. Богданівка с. Зарічне с. Червоний Лиман                       |           |                 |                         |                     |
| 9  | Жовтенська сільська рада      | с. Жовте            | с. Жовте с. Крута Гора с. Новоселівка с. Сабівка                                        |           |                 |                         |                     |
| 10 | Металістська сільська рада    | с-ще Металіст       | с-ще Металіст с. Земляне с. Лиман с. Раївка с. Стукалова Балка с. Шишкове               |           |                 |                         |                     |
| 11 | Смілянська сільська рада      | с. Сміле            | с. Сміле                                                                                |           |                 |                         |                     |
| 12 | Степівська сільська рада      | с. Степове          | с. Степове с. Новогригорівка                                                            |           |                 |                         |                     |
| 13 | Хорошенська сільська рада     | с. Хороше           | с. Хороше с. Пахалівка с. Петровеньки с-ще Яснодольськ                                  |           |                 |                         |                     |

* Примітки: м. — місто, смт — селище міського типу, с. — село, с-ще — селище